# Geología histórica

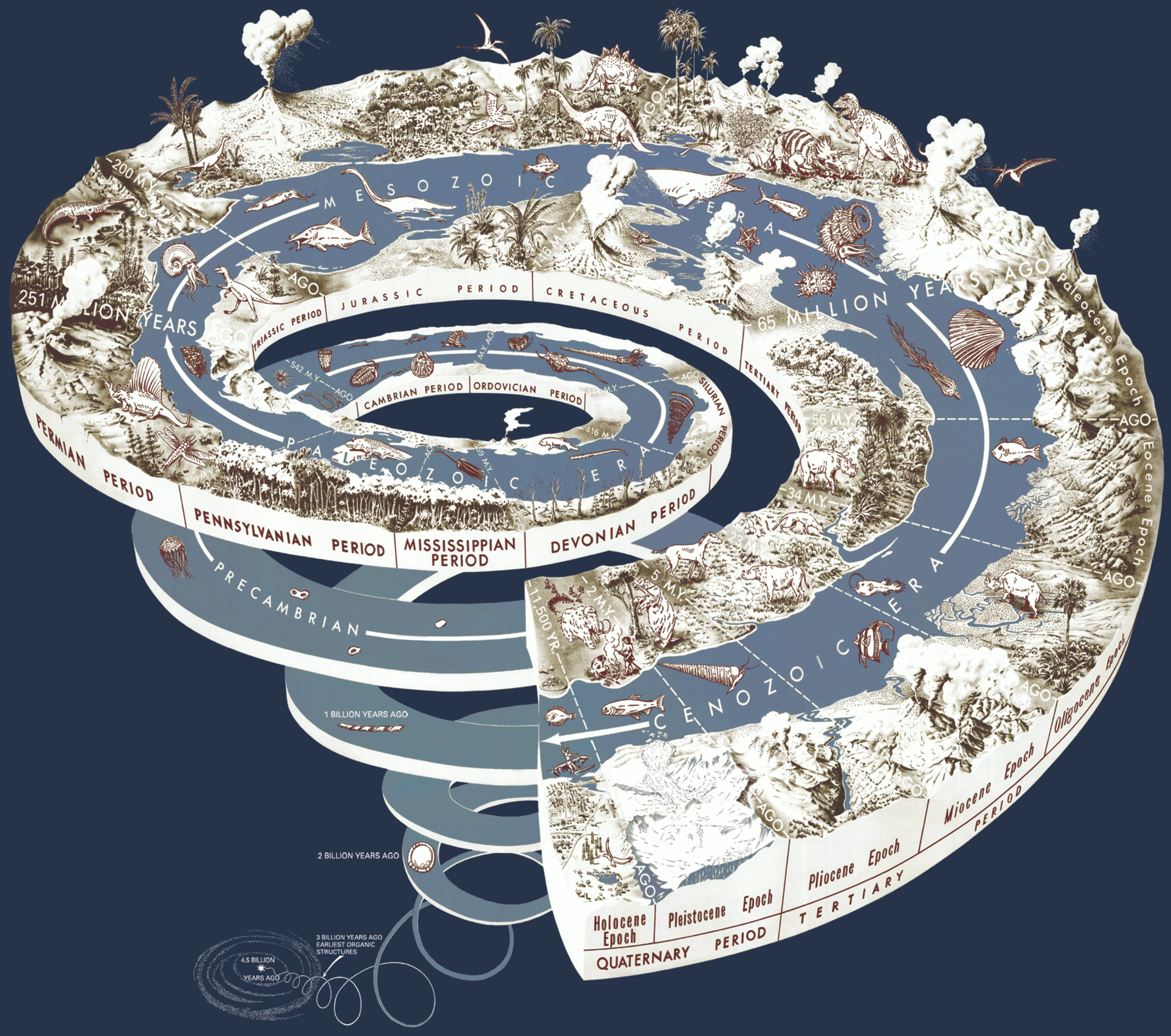
Diagrama de la escala de tiempo geológico.

La geología histórica es la rama de la geología que estudia las transformaciones que ha experimentado la Tierra desde su formación, hace unos 4570 millones de años, hasta el presente.
Para establecer un marco temporal relativo, los geólogos han ordenado las rocas en una secuencia continua de unidades cronoestratigráficas a escala planetaria, dividida en eonotemas, eratemas, sistemas, series y pisos, basada en la estratigrafía, esto es, en el estudio e interpretación de los estratos, apoyada en los grandes eventos biológicos y geológicos. Por ejemplo, la transición entre Pérmico y Triásico se establece en función de un evento de extinción masiva. Las divisiones anteriores tienen sus equivalentes temporales, una a una, en una escala de unidades geocronológicas: eones, eras, períodos, épocas y edades respectivamente. Las dataciones por radioisótopos han permitido la datación absoluta (años) de la mayoría de las divisiones establecidas, definiendo las unidades geocronométricas equivalentes. Las etapas de la Tierra anteriores al Fanerozoico, de las que no se dispone de registro fósil adecuado, son definidas cronométricamente, esto es, fijando un valor de tiempo absoluto.

## Terminología

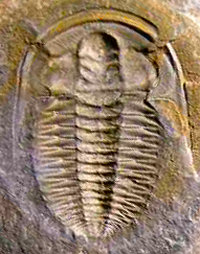
Fósil de trilobites.

La unidad de tiempo mayor utilizada en geología histórica es el tiempo o supereón, que está compuesto por eones. Los eones se dividen en eras, que a su vez se dividen en períodos, épocas y edades. Al mismo tiempo, los paleontólogos definen un sistema de etapas faunales, de duración variable, basada en los cambios observados en los conjuntos de fósiles. En muchos casos, esas etapas de fauna se han adoptado a la nomenclatura geológica, aunque, en general, se han establecido más etapas faunales que unidades de tiempo geológico.
Los geólogos tienden a hablar en términos de Superior/Tardío, Inferior/Temprano y Medio para referirse a partes de períodos y de otras unidades, como por ejemplo, "Jurásico Superior" y "Cámbrico Medio". Los términos Superior, Inferior y Medio se suelen aplicar a las rocas, mientras que Tardío, Temprano y Medio se suelen aplicar al tiempo. Los adjetivos se escriben con la inicial en mayúscula cuando la subdivisión es reconocida oficialmente, y en minúscula cuando no.
Puesto que las unidades de tiempo geológicas que ocurren al mismo tiempo en diferentes partes del mundo pueden parecer diferentes y contener diferentes fósiles, hay muchos ejemplos históricos de diferentes nombres para el mismo período en diferentes ubicaciones. Por ejemplo, en Norteamérica al Cámbrico Inferior se le denominó serie Waucoban. Un aspecto clave de la labor de la Comisión Internacional de Estratigrafía es conciliar estos conflictos en terminología y definir límites universales que puedan ser utilizados en todo el mundo.

## Historia de la escala de tiempo geológico y de los nombres de sus divisiones

La historia de la Tierra comprimida en un día.

Uno de los principios más importantes que subyacen en las escalas de tiempo geológico es el principio de superposición de estratos, propuesto por primera vez en el siglo XI por el médico y filósofo persa Avicena (Ibn Sina). Más tarde en el siglo XI, el naturalista chino Shen Kuo (1031-1095) reconoció también el concepto de "tiempo geológico".
Este principio fue redescubierto a finales del siglo XVII por Niels Stensen. El principio de superposición de estratos establece que las capas de roca (o estratos) están establecidas en sucesión, que cada estrato representa una "ranura" de tiempo y que cualquier estrato es probablemente más antiguo que los que tiene encima y más joven que los de debajo. Pero, aunque el principio es simple, su aplicación real a las rocas resultó bastante compleja. 
En el transcurso del siglo XVIII los geólogos se dieron cuenta de que:
1. Las secuencias de estratos están a menudo erosionadas, distorsionadas, inclinadas o incluso invertidas, lo que tiene lugar después de su deposición.
2. Los estratos depositados al mismo tiempo en diferentes lugares pueden tener una apariencia completamente diferente.
3. Los estratos de cada área representan solo una pequeña parte de la larga historia de la Tierra.

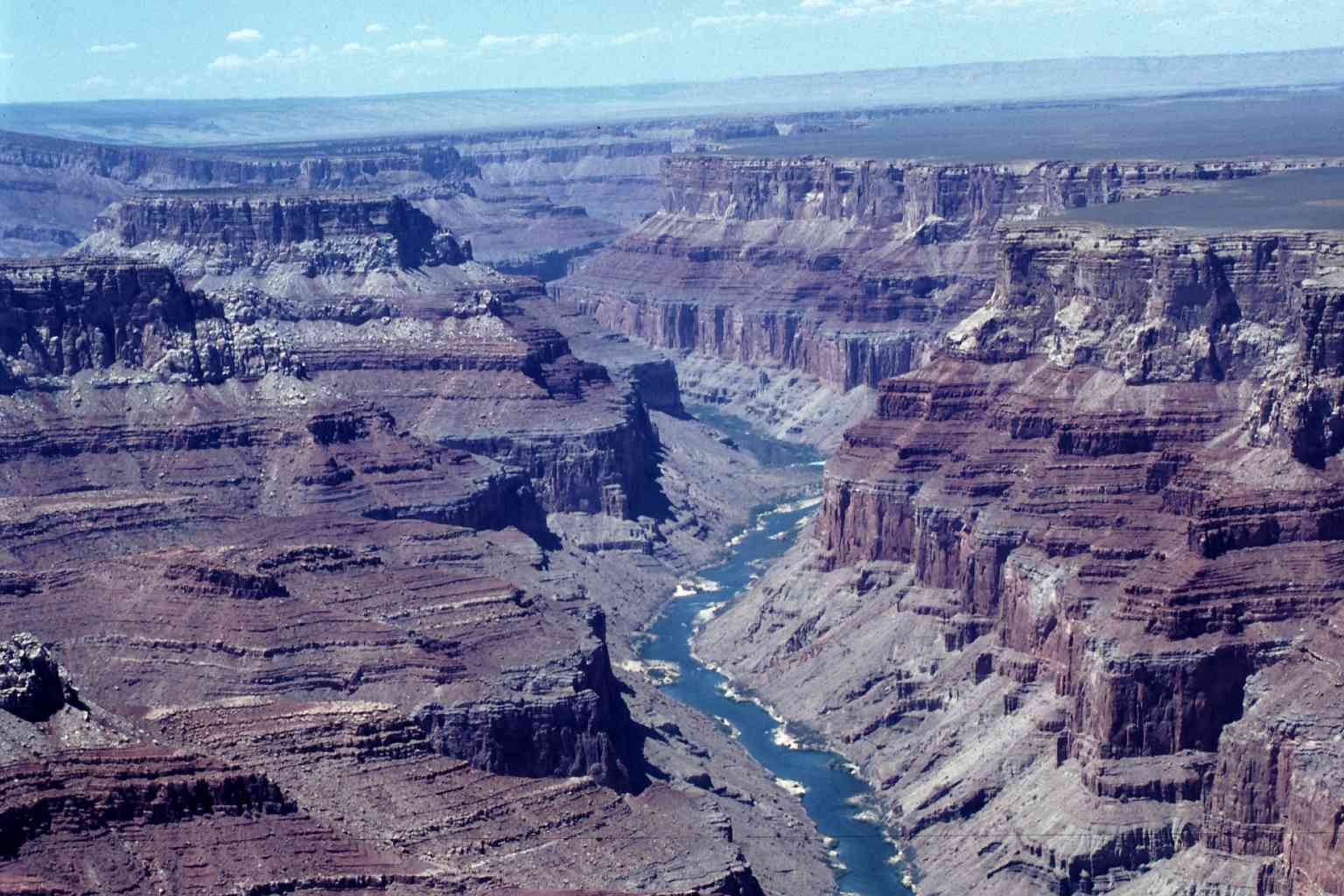
Estratos visibles en el Gran Cañón del Colorado.

Los primeros intentos serios para establecer una escala de tiempo geológico que pudiera aplicarse a cualquier lugar en la Tierra tuvieron lugar a finales del siglo XVIII. El más influyente de los primeros intentos (defendido por Abraham Gottlob Werner, entre otros) divide las rocas de la corteza terrestre en cuatro tipos: primarias, secundarias, terciarias y cuaternarias. Cada tipo de roca, de acuerdo con la teoría, se formó durante un período específico en la historia de la Tierra. Por lo tanto, es posible hablar de un "Período Primario", así como de "rocas del Primario".
En 1785 James Hutton, el fundador de la geología moderna, propone que el interior de la Tierra está caliente y que ese calor es el motor que impulsa la formación de nuevas rocas, luego las rocas son erosionadas por el aire y el agua y los sedimentos depositados en capas en el mar, el calor entonces consolida los sedimentos en rocas y levanta nuevas tierras. Esta teoría se denominó Plutonista en contraste con la Neptunista, que consideraba que todas la rocas se depositaron a la vez en el transcurso de una inmensa inundación.
La identificación de estratos por los fósiles que contienen, realizada por primera vez por William Smith (que estableció el principio de sucesión faunística), Georges Cuvier, Jean d'Omalius d'Halloy y Alexandre Brongniart a principios del siglo XIX, permitió a los geólogos a dividir la historia de la Tierra con mayor precisión. También les permitió correlacionar los estratos a nivel regional (o incluso continental). Si dos estratos distantes en el espacio o diferentes en su apariencia contienen los mismos fósiles, hay una alta probabilidad de que hayan sido depositados al mismo tiempo. Los estudios detallados de los estratos y fósiles de Europa que se realizaron entre 1820 y 1850 dieron lugar a la secuencia de períodos geológicos que se sigue utilizando hoy en día.

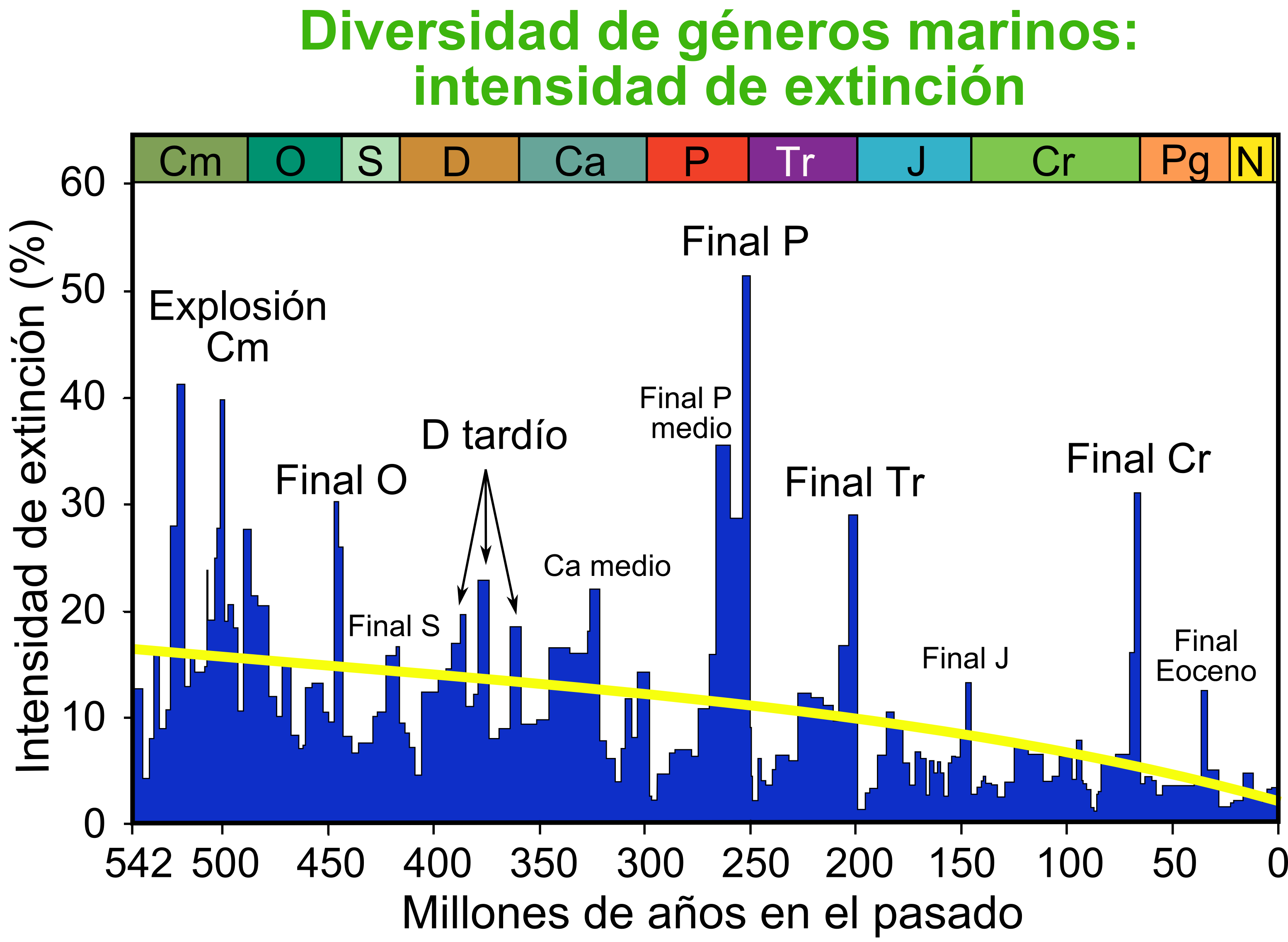
Las grandes extinciones durante el eón Fanerozoico.

El proceso estuvo dominado por los geólogos británicos, y así se refleja en los nombres de los períodos: Cámbrico (el nombre romano de Gales), Ordovícico y Silúrico (nombres de antiguas tribus galesas) fueron definidos utilizando secuencias estratigráficas de Gales. Devónico procede del condado inglés de Devon y Carbonífero de carbón. El Pérmico fue establecido por un geólogo escocés y procede de Perm, Rusia. Sin embargo, algunos períodos fueron definidos por geólogos de otros países. El Triásico (del latín tríada) fue bautizado así en 1834 por el geólogo alemán Friedrich August von Alberti por los tres conjuntos de capas bien diferenciados que presentaba el terreno: areniscas rojas (Buntsandstein), dolomías con conchas (Muschelkalk) y arcillas grises (Keuper), encontradas en toda Alemania y noroeste de Europa. El Jurásico fue establecido por el geólogo francés Alexandre Brongniart basándose en las potentes series de calizas marinas expuestas en los montes Jura. El Cretácico (del latín creta, que significa "tiza") fue definido por vez primera por el geólogo belga Jean d'Omalius d'Halloy en 1822, basándose en los estratos de la cuenca de París y denominado así por los extensos depósitos de creta (acumulación de conchas de invertebrados marinos compuestas de carbonato cálcico).

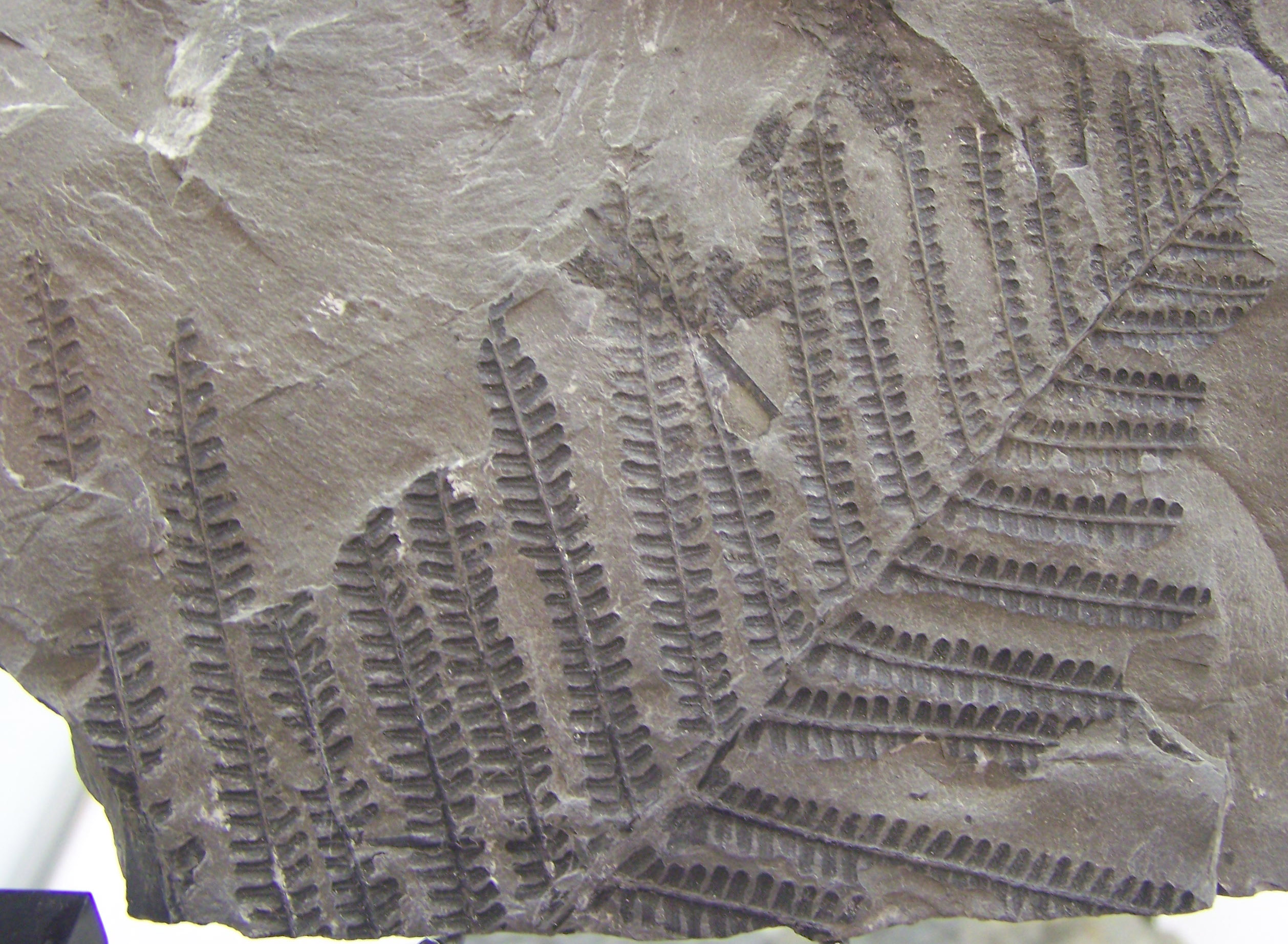
Pecopteris arborescens, un helecho del Carbonífero.

Inicialmente, la escala de tiempo podía estimarse solo de forma muy imprecisa. Los diversos tipos de tasas de cambio utilizados en las estimaciones eran muy variables. Aun así, los primeros geólogos sugieren millones de años para los períodos geológicos e incluso algunos sugieren una edad casi infinita para la Tierra, lo que contrasta con las fechas en torno a seis o siete mil años de edad para la Tierra que habían propuesto los creacionistas basándose en la Biblia.
Desde entonces, geólogos y paleontólogos han construido la escala geológica sobre la base de las posiciones relativas de los diferentes estratos y fósiles y sobre las estimaciones de las escalas de tiempo basadas en el estudio de las tasas de diversos tipos de meteorización, erosión, sedimentación y litificación. El descubrimiento de la radiactividad en 1896 y el desarrollo de sus aplicaciones a la geología a través del datado radiométrico durante la primera mitad del siglo XX (por geólogos tales como Arthur Holmes), permitieron una datación absoluta de la edad de las rocas.
En 1977, la Comisión Internacional de Estratigrafía inició un esfuerzo para definir las referencias mundiales (secciones y puntos de estratotipos de límite globales) de los sistemas (o períodos) y pisos (o edades) geológicos. El trabajo más reciente de la comisión se describe en la escala de tiempo geológico de Gradstein et al. de 2004. También está disponible un modelo UML de la forma en que el cronograma está estructurado, relacionándolo con los GSSP.

## Escala de tiempo geológico
La siguiente tabla se basa en la escala propuesta por la Comisión Internacional de Estratigrafía (ICS), actualizada a fecha de 2016.
Para una versión más detallada de esta tabla, véase Escala temporal geológica.
| Eón          | Era               | Período     | Época                                                                                | M. años atrás                                                                    | Eventos principales |
| ------------ | ----------------- | ----------- | ------------------------------------------------------------------------------------ | -------------------------------------------------------------------------------- | --- |
| Fanerozoico  | Cenozoico         | Cuaternario | Holoceno                                                                             | 0,0117                                                                           | Final de la Edad de Hielo y surgimiento de la civilización actual                                                                       |
| Fanerozoico  | Cenozoico         | Cuaternario | Pleistoceno                                                                          | 2,58                                                                             | Ciclos de glaciaciones. Evolución de los humanos. Extinción de la megafauna                                                             |
| Fanerozoico  | Cenozoico         | Neógeno     | Plioceno                                                                             | 5,333                                                                            | Formación del Istmo de Panamá. Capa de hielo en el Ártico y Groenlandia. Clima similar al actual. Australopitecos                       |
| Fanerozoico  | Cenozoico         | Neógeno     | Mioceno                                                                              | 23,03                                                                            | Desecación del Mediterráneo. Reglaciación de la Antártida                                                                               |
| Fanerozoico  | Cenozoico         | Paleógeno   | Oligoceno                                                                            | 33,9                                                                             | Orogenia Alpina. Formación de la Corriente Circumpolar Antártica y congelación de la Antártida. Familias modernas de animales y plantas |
| Fanerozoico  | Cenozoico         | Paleógeno   | Eoceno                                                                               | 56,0                                                                             | India colisiona con Asia. Máximo térmico del Paleoceno-Eoceno. Disminución del dióxido de carbono. Extinción de final del Eoceno        |
| Fanerozoico  | Cenozoico         | Paleógeno   | Paleoceno                                                                            | 66,0                                                                             | Continentes de aspecto actual. Clima uniforme, cálido y húmedo. Florecimiento animal y vegetal                                          |
| Fanerozoico  | Mesozoico         | Cretácico   |                                                                                      | ~145,0                                                                           | Máximo de los dinosaurios. Primitivos mamíferos placentarios. Extinción masiva del Cretácico-Terciario                                  |
| Fanerozoico  | Mesozoico         | Jurásico    | 201,3±0,2                                                                            | Mamíferos marsupiales, primeras aves, primeras plantas con flores                | |
| Fanerozoico  | Mesozoico         | Triásico    | 252,17±0,06                                                                          | Extinción masiva del Triásico-Jurásico. Primeros dinosaurios, mamíferos ovíparos | |
| Fanerozoico  | Paleozoico        | Pérmico     |                                                                                      | 298,9±0,15                                                                       | Formación de Pangea. Extinción masiva del Pérmico-Triásico, 95% de las especies desaparecen                                             |
| Fanerozoico  | Paleozoico        | Carbonífero | Pensilvánico                                                                         | 323,02±0,4                                                                       | Abundantes insectos, primeros reptiles, bosques de helechos                                                                             |
| Fanerozoico  | Paleozoico        | Carbonífero | Misisípico                                                                           | 358,9±0,4                                                                        | Árboles grandes primitivos |
| Fanerozoico  | Paleozoico        | Devónico    |                                                                                      | 419,2±3,2                                                                        | Aparecen los primeros anfibios, Lycopsida y Progymnospermophyta                                                                         |
| Fanerozoico  | Paleozoico        | Silúrico    | 443,8±1,5                                                                            | Primeras plantas terrestres fósiles                                              | |
| Fanerozoico  | Paleozoico        | Ordovícico  | 485,4±1,9                                                                            | Dominan los invertebrados. Extinciones masivas del Ordovícico-Silúrico           | |
| Fanerozoico  | Paleozoico        | Cámbrico    | 538,8±0,2                                                                            | Explosión cámbrica. Primeros peces. Extinciones masivas del Cámbrico-Ordovícico  | |
| Proterozoico | Neoproterozoico   | Ediacárico  |                                                                                      | ~635                                                                             | Formación de Pannotia. Fósiles de metazoarios                                                                                           |
| Proterozoico | Neoproterozoico   | Criogénico  | ~720                                                                                 | Tierra bola de nieve                                                             | |
| Proterozoico | Neoproterozoico   | Tónico      | 1000                                                                                 | Fósiles de acritarcos                                                            | |
| Proterozoico | Mesoproterozoico  | Esténico    | 1200                                                                                 | Formación de Rodinia                                                             | |
| Proterozoico | Mesoproterozoico  | Ectásico    | 1400                                                                                 | Posibles fósiles de algas rojas                                                  | |
| Proterozoico | Mesoproterozoico  | Calímico    | 1600                                                                                 | Expansión de los depósitos continentales                                         | |
| Proterozoico | Paleoproterozoico | Estatérico  | 1800                                                                                 | Atmósfera oxigénica                                                              | |
| Proterozoico | Paleoproterozoico | Orosírico   | 2050                                                                                 | Biota francevillense                                                             | |
| Proterozoico | Paleoproterozoico | Riásico     | 2300                                                                                 | Glaciación Huroniana.                                                            | |
| Proterozoico | Paleoproterozoico | Sidérico    | 2500                                                                                 | Gran Oxidación. Primeros eucariotas.                                             | |
| Arcaico      | Neoarcaico        |             |                                                                                      | 2800                                                                             | Fotosíntesis oxigénica. Cratones más antiguos                                                                                           |
| Arcaico      | Mesoarcaico       | 3200        | Primera glaciación                                                                   |                                                                                  | |
| Arcaico      | Paleoarcaico      | 3600        | Comienzo de la fotosíntesis anoxigénica y primeros posibles fósiles y estromatolitos |                                                                                  | |
| Arcaico      | Eoarcaico         | 4000        | Primer supercontinente, Vaalbará.                                                    |                                                                                  | |
| Hádico       |                   | ~4600       | Formación de la Tierra                                                               |                                                                                  | |